# Johann Glade
Johann Glade (* 6. Februar 1887 in Bremen; † 30. April 1945 in Bremen) war ein deutscher Bäcker und Bremer Politiker (SPD).

## Biografie
Glade besuchte die Volksschule und erlernte von 1901 bis 1904 den Beruf als Bäcker. Er arbeitete bis 1913 als Bäcker, Seemann und Hilfsarbeiter. Nach einer weiteren Ausbildung zum Werkzeugmacher und Metallschleifer war er von 1913 bis 1928 in diesem Beruf in Bremen tätig. Von 1929 bis 1945 war er angestellter Krankenbesucher, seit 1933 auch Vollziehungsbeamter für das Landgebiet der Allgemeinen Ortskrankenkasse (AOK) Bremen.
Politik
Glade wurde Mitglied der SPD und der Gewerkschaft. Nach dem Ersten Weltkrieg war er von 1923 bis 1930 Mitglied der Bremischen Bürgerschaft.